# 金沙荆
金沙荆（学名：Vitex duclouxii）为马鞭草科牡荆属下的一个种。

## 扩展阅读
- 維基物種上的相關：金沙荆